# Abanto
Abanto là một đô thị ở tỉnh Zaragoza, Aragon, Tây Ban Nha. Theo điều tra dân số 2018 của Viện thống kê Tây Ban Nha (INE), đô thị này có dân số là 97 người. Diện tích đô thị này là 63 ki-lô-mét vuông.

## Biến động dân số
| 1857 | 1900 | 1910 | 1920 | 1930 | 1940 | 1950 | 1960 | 1970 | 1981 | 1990 | 1991 | 1995 | 1996 | 2001 | 2006 |
| ---- | ---- | ---- | ---- | ---- | ---- | ---- | ---- | ---- | ---- | ---- | ---- | ---- | ---- | ---- | ---- |
| 547  | 631  | 642  | 753  | 776  | 821  | 827  | 576  | 349  | 272  | 283  | 205  | 303  | 191  | 188  | 150  |